# 二茂铅
二茂铅是一种有机铅化合物，化学式为Pb(C5H5)2。它难溶于水，可溶于苯、丙酮、乙醚和石油醚；在冷水中稳定。它可由环戊二烯基钠和硝酸铅或碘化铅反应得到。
其十甲基衍生物Cp*2Pb及半夹心化合物Cp*PbBF4和Cp*PbCl是已知的。